# Les Cailloux bleus
Les Cailloux bleus est le premier roman de Christian Signol, publié en 1984.

## Résumé
En 1898 sur le causse de Gramat (Lot), Étienne, frère aîné de Philomène, quitte la métairie familiale et s'engage. Abel, leur autre frère, fuit le travail du maître et préfère aller chez le sabotier. Son père le fouette. 
Étienne leur écrit du Tchad et Philo va à l' école pour pouvoir lire ses lettres. Le père meurt en 1900. Étienne revient puis repart au Maghreb. La mère va habiter chez Marguerite où elle fait de la couture. Philo est bergère du maître et Abel va travailler chez le sabotier. Au village, les socialistes s'opposent aux conservateurs. Philo trouve des cailloux bleus et les donne à Adrien. Vers 1903 Philo travaille à la lingerie du maître. La 1re batteuse arrive. En 1906 Julien est nommé instituteur. 
Abel va à l'armée, la mère déménage avec ses filles et travaille dans les métairies. Abel revient en 1910 et Julien part. La dernière, Mélanie, enceinte, fuit. La mère meurt. Étienne revient avec sa femme, Nicole. En 1912 Philo épouse Adrien, employé du maître. Ils occupent un ancien pigeonnier du château. Il fait l'armée à Reims et Abel vient avec Philo. En 1914 Mélanie revient avec Lise et son mari, Jacques et dit que le père était le fils du maître, mort. Abel refuse la mobilisation et est arrêté. 
En 1915 Adrien revient en permission, plein de poux et Abel va au front. En 1916 Philo a un fils Guillaume qu'Adrien vient voir. Il revient en 1917 et repart après que le maître lui ait dit être son père. 
Abel est fusillé pour mutinerie. Après le 11/11/18 Adrien est porté disparu. Philo le retrouve à l'hôpital de Soissons.

## Publications
- 1984 : Les Cailloux bleus, tome 1, éditions Robert Laffont  (ISBN 2-266-01741-1)
- 1985 : Les Menthes sauvages, Les Cailloux bleus, tome 2 (Prix Eugène-Le-Roy 1985), éditions Robert Laffont  (ISBN 978-2-298-02615-3).